# Christian Gouriéroux
Christian Gouriéroux (* 1949) ist ein Ökonometriker. (Abweichende Namensschreibweise in einigen englischsprachigen Publikationen: Christian Gourieroux).

## Leben
Jedes Jahr lehrt und forscht er für ein Semester an der University of Toronto in Kanada, die andere Jahreshälfte verbringt er am Center of Research in Economics and Statistics (CREST) in Paris in Frankreich. Er publizierte weltweit in zahlreichen Fachzeitschriften.
1990 wurde er zusammen mit Alain Monfort und Alain Trogon mit dem Tjalling-C.-Koopmans-Preis für ihre Arbeit „General Approach to Serial Correlation“ ausgezeichnet.

## Publikationen (Auswahl)
Bücher
- Mit Alain Monfort: Statistics and Econometric Models (= Themes in Modern Econometrics. Band 1). Cambridge University Press, Cambridge 1995, ISBN 0-521-47744-1 (Französisch: Statistiques es modèles économétriques. Band 1. Économica, Paris 1989).
- Mit Alain Monfort: Statistics and Econometric Models (= Themes in Modern Econometrics. Band 2). Cambridge University Press, Cambridge 1995, ISBN 0-521-47745-X (Französisch: Statistiques es modèles économétriques. Band 2. Économica, Paris 1989).
- Mit Alain Montfort: Time Series and Dynamic Models (= Themes in Modern Econometrics). Cambridge University Press, Cambridge 1997, ISBN 0-521-42308-2, doi:10.1017/CBO9780511628597 (Französisch: Séries Temporelles et Modèles Dynamiques. Économica, Paris 1990).
- ARCH Models and Financial Applications (= Springer Series in Statistics). Springer, New York 1997, ISBN 0-387-94876-7.
- Mit Alain Monfort: Econometrics of Qualitative Dependent Variables (= Themes in Modern Econometrics). Cambridge University Press, Cambridge 2000, ISBN 0-521-58985-1 (Französisch: Econometrie des Variables Qualitative, 2. Aufl. Économica, Paris 1991).
- Mit Joan Jasiak: Financial Econometrics: Problems, Models, and Methods (= Princeton Series in Finance). Princeton University Press, Princeton / Oxford 2001, ISBN 0-691-08872-1.
- Mit André Tiomo: Risque de Crédit  – Une Approche Avancée (= Collection «Économie et Statistiques Avancées»). Économica, Paris 2007, ISBN 978-2-7178-5455-8.
- Statistique de l'assurance (= Collection «Économie et Statistiques Avancées»). Économica, Paris.
- Théorie des Sondages (= Collection «Économie et Statistiques Avancées»). Économica, Paris.
- Mit A. Frachot: Titrisation et reboursement anticipés (= Collection «Économie et Statistiques Avancées»). Économica, Paris.
- Simulation-Based Econometric Methods (Oup/Core Lecture Series)

Artikel
- Nonlinear Autocorrelograms: An Application to Inter-Trade Durations
- Infrequent Extreme Risks
- Kernel-based nonlinear canonical analysis and time reversibility
- Heterogeneous INAR(1) model with application to car insurance
- Stochastic volatility duration models
- Memory and infrequent breaks
- Testing for Evidence of Adverse Selection in the Automobile Insurance Market: A Comment
- Instrumental Models and Indirect Encompassing